# Сражение под Смолянами
Сражение под Смолянами или сражение при Смольне — одно из сражений Отечественной войны 1812 года, произошедшее 1 (13) ноября — 2 (14) ноября 1812 года между войсками российской армии генерала П. Х. Витгенштейна и объединёнными силами двух французских корпусов под командованием маршалов Удино и Виктора юго-восточнее Чашник в районе деревни Смоляны (сейчас Большие Смольянцы) и озера Смольна.
В конце октября Наполеон потребовал от маршала Виктора вторично перейти в наступление против корпуса Витгенштейна, во что бы то ни стало оттеснить его к Западной Двине и обезопасить путь отступления главных сил французской армии из Москвы. Выйдя и Смоленска, тот соединился в районе Чашников с французским корпусом генерала Леграна, отброшенного Витгенштейном. После боя под Чашниками Витгенштейн 12 ноября перевел свои войска на правый берег Уллы и приказал корпусу генерала Ф. Ф. Штейнгеля занять позиции у Смолян, а дивизии графа Берга — у Чашников.
Обе стороны имели примерно по 30 000 солдат. 13 ноября французская дивизия Партуно при поддержке кавалерии корпуса Виктора атаковала русский авангард, бывший под командованием генерала И. И. Алексеева. Через два часа напряженного боя Алексеев был вынужден отступить, но после того, как на помощь ему прибыли три пехотных полка, ему удалось сдерживать французов до наступления темноты. Ночью Алексеев получил дополнительные подкрепления под командованием генерала Л. М. Яшвиля, который также принял на себя командование.
На следующий день русские занимали позиции южнее Чашников на западном берегу реки Лукомля, авангард — на восточном берегу у селения Смоляны. На следующий день бой возобновился атакой французской дивизии Жирара на передовую линию русских войск, которые были выбиты из Смолян. Развить свой успех французы не смогли. Чуть позже, благодаря подошедшему из резерва пехотному полку и массированному применению артиллерии, русские войска всё же выбили противника из Смолян. Вечером войска Виктора вышли за пределы досягаемости русской артиллерии. На этом сражение прекратилось.
Обе стороны потеряли примерно по 3 000 человек убитыми, ранеными, пленными. На следующий день французские корпуса отступили к Черее. Виктор не смог оттеснить корпус Витгенштейна дальше Чашник,
но, отойдя к Черее, на десять дней прикрыл путь отступления Великой армии из Москвы. С другой стороны, Витгенштейн, несмотря на победу, не смог открыть сообщения с 3-й Западной армией Чичагова.